# Räuchern (Zeremonie)

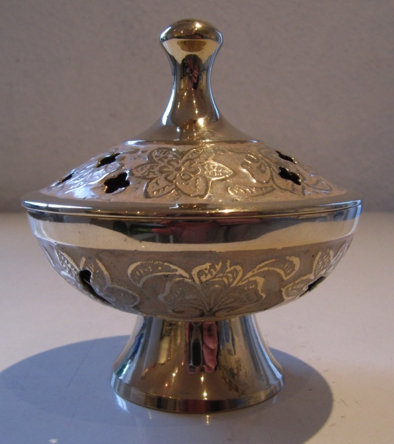
Arabische Räucherschale aus Messing mit Deckel

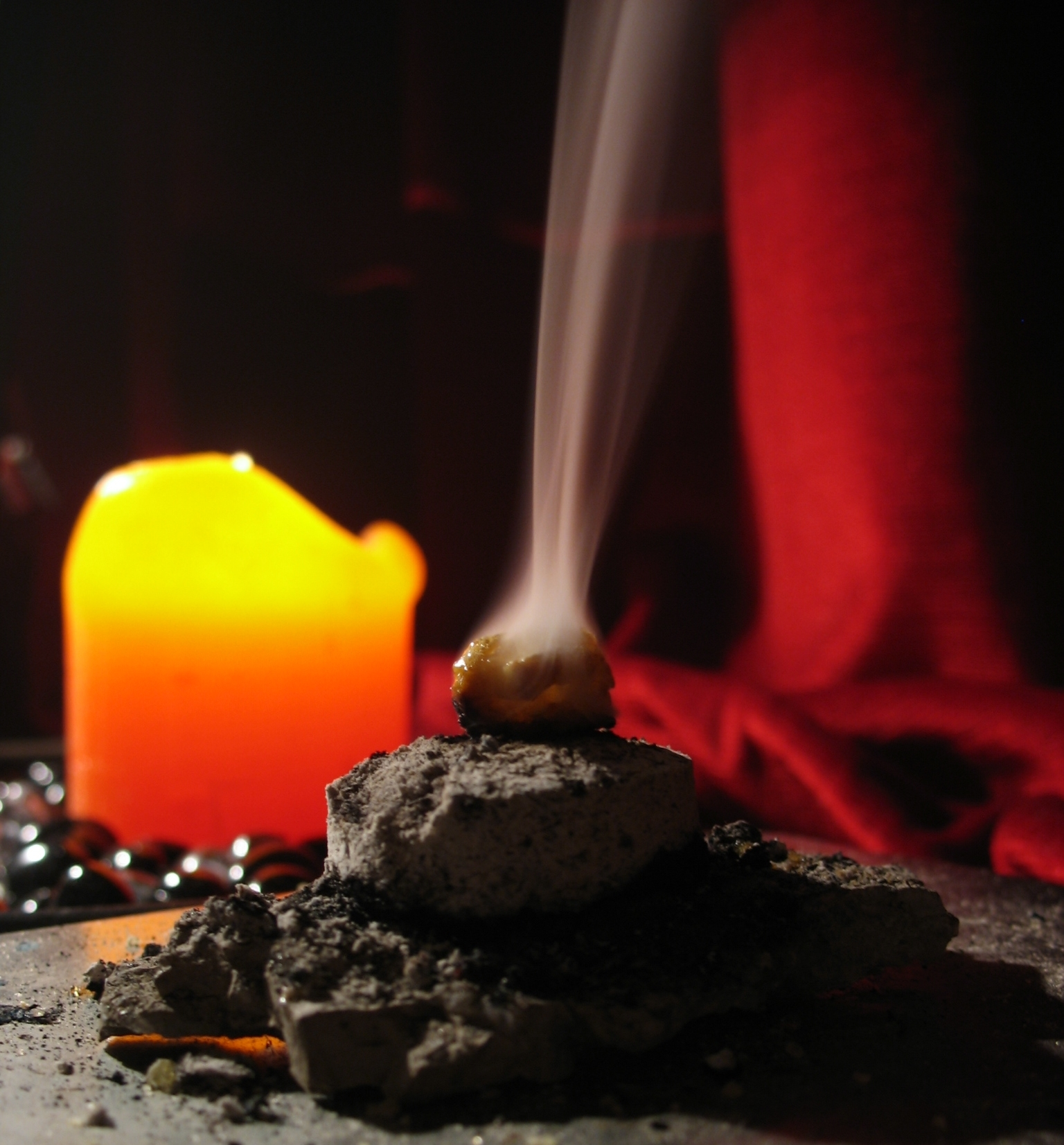
Ein Weihrauchkorn auf einem Stück heißer Kohle

Als „Räuchern“ bezeichnet man das Verglühen von Räucherwerk auf heißer Räucherkohle, im Weihrauchbrenner oder das Anzünden von Räucherstäbchen oder Räucherkegeln. Dadurch werden Duft- und bzw. oder Wirkstoffe in die Umgebungsluft freigesetzt.

## Altes Ägypten
Kyphi bezeichnete eine rituelle Räucherung im alten Ägypten.

## Arabien

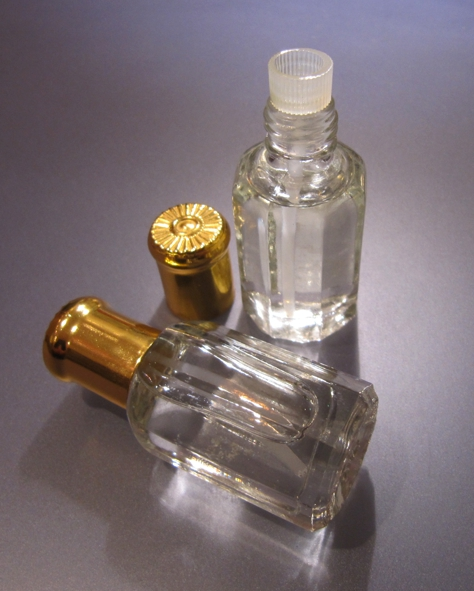
Typische Weihrauch-Parfum-Fläschchen vom Basar (Souk) in Oman, 2009

Im Arabischen Kulturkreis ist Weihrauch ein allgemein bekannter und beliebter Duft. Kleidung wird noch heute traditionell durch Räuchern desinfiziert und von üblen Gerüchen befreit, ebenso wird Weihrauchextrakt als Eau de Toilette (bzw. Parfum) von Frauen und Männern gleichermaßen verwendet.

## China

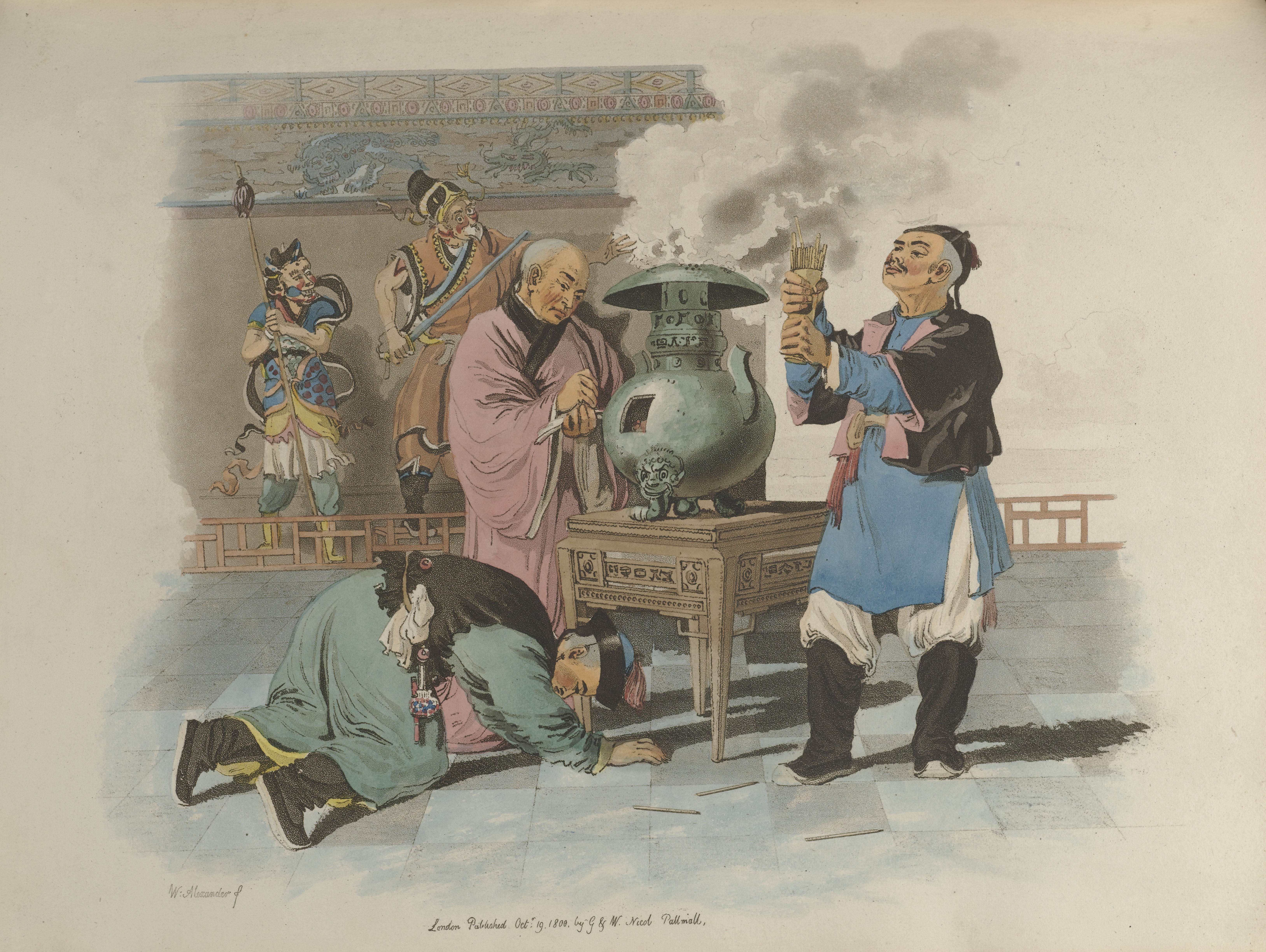
Betrieb eines Duftrauchbrenners während einer chinesischen Räucherzeremonie

In China wurden fürs Räuchern besondere Duftrauchbrenner geschaffen.
In der Chinesischen Medizin wird durch Moxibustion eine wärmende und gleichzeitig räuchernde Wirkung erzielt.

## Japan
Beim japanischen Kōdō wird die glühende Holzkohle mit Asche bedeckt und eine Metallplatte darüber gelegt, auf der die Wirk- und Duftstoffe ohne Verbrennung verdampfen. Dadurch wird eine Rauchbildung vermieden.

## Europa

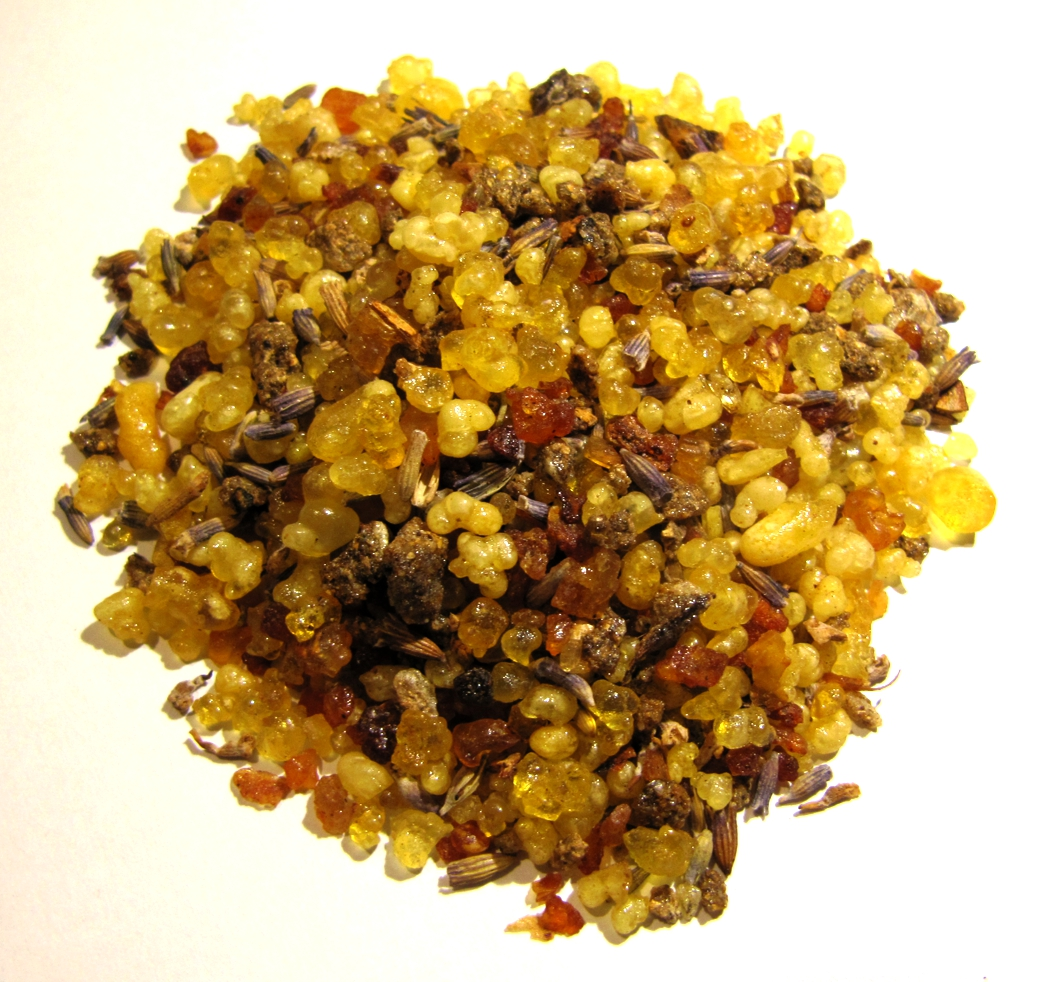
Weihrauch-„Kirchenmischung“ mit Styrax (Balsam) und Anis

Räucherzeremonien wurden schon von den Urvölkern Europas verwendet, insbesondere von den Kelten sowie später den germanischen Stämmen. In der Liturgie der römisch-katholischen, der orthodoxen und der anglikanischen Kirche wird mit einem Weihrauchfass bei besonderen Gottesdiensten geräuchert. Übliche Räucherstoffe sind Weihrauch-Mischungen mit Styrax, Myrrhe-Harz und anderen, günstigeren Harzen sowie gelegentlich Anis. Diese Mischung verschiedener Räucherwaren heißt „Kirchenmischung“ und beinhaltet nur wenig teuren Weihrauch. Das Ritual selbst wird „Inzens“ genannt.
In den Rauhnächten (auch „Rauchnächte“ genannt) räucherten Bauern in katholischen Gegenden die Ställe des Viehs mit Weihrauch aus. Auch dieser Brauch scheint seine Wurzeln in der vorchristlichen Zeit zu haben.

## Nordamerika
Bei den nordamerikanischen Ureinwohnern werden vor Zeremonien wie dem Schwitzhüttenritual die Räume, in denen sie stattfinden, geräuchert und die teilnehmenden Menschen beräuchert und so angeblich von schädlichen Energien gereinigt.

## Indien
In Indien werden Räucherungen seit Jahrtausenden in hinduistischen Zeremonien und Ritualen (u. a. Begräbnisse und Hochzeiten) als Opfer zu Ehren der Götter vorgenommen. Ebenfalls kennt die traditionelle indische Ayurveda-Medizin Räucherungen seit langer Zeit als Behandlungsmethode für unterschiedliche gesundheitliche Probleme. Indien gilt zudem als das Ursprungsland für die weltweit bekannten Räucherstäbchen, die dort „Agarbatti“ (von Agarholz) genannt werden.

## Tibet
In der Tibetischen Medizin ist Räucherung eine Form der äußeren Behandlung, die aber immer nachrangig zu richtiger Ernährung und richtigem Verhalten eingesetzt wird.

## Kritik bzw. mögliche Gesundheitsgefährdung
Wissenschaftliche Untersuchungen weisen auch auf eine mögliche Gesundheitsgefährdung durch Räuchern hin. Nach Studien der Universität Duisburg-Essen aus dem Jahr 2006 konnte die Feinstaubbelastung in katholischen Kirchen an hohen Feiertagen (Weihnachtsfest) den damaligen EU-Grenzwert (50 Mikrogramm pro Kubikmeter Luft) kurzzeitig um mehr als das Vierfache übersteigen. Im Fachblatt Atmospheric Environment wurde 2010 konstatiert, dass das Abbrennen von Räucherstäbchen genauso gesundheitsgefährdend sei wie das Rauchen von Zigaretten.